# Ottenbach
Ottenbach es una comuna suiza del cantón de Zúrich, situada en el distrito de Affoltern. Limita al norte con la comuna de Jonen (AG), al este con Affoltern am Albis, al sur con Obfelden, al oeste con Merenschwand (AG), y al noroeste con Aristau (AG).